# 隗邦衡
隗邦衡（1524年—？），字志伊，湖廣承天府潛江縣人，民籍，明朝政治人物。

## 生平
湖廣鄉試第三十七名舉人。嘉靖四十一年（1562年）中式壬戌科會試第二百十四名，二甲第八十三名進士。授工部屯田司主事，丁忧归。服阕，隆慶六年（1572年）六月復除原职，管理皇陵工程。出任济南府知府，萬曆三年（1575年）七月为山东巡抚李世达弹劾，被革职。

## 家族
曾祖隗憲，縣主簿；祖父隗應奎，訓導；父隗滋，教諭。母何氏。具庆下。